# Фридрих (Валдек-Пирмонт)
Фридрих Адолф Херман фон Валдек-Пирмонт (на немски: Friedrich Adolf Hermann Fürst zu Waldeck und Pyrmont; * 20 януари 1865, Аролзен; † 26 май 1946, Аролзен) е последният владетел, княз на Валдек-Пирмонт (1893 – 1918). Той абдикира на 13 ноември 1918 г.

## Биография
Той е единствен син (шестото дете) на княз Георг Виктор фон Валдек-Пирмонт (1831 – 1893) и първата му съпруга принцеса Хелена фон Насау (1831 – 1888), дъщеря на херцог Вилхелм I фон Насау (1792 – 1839) и втората му съпруга принцеса Паулина фон Вюртемберг (1810 – 1856). Баща му Георг Виктор фон Валдек-Пирмонт се жени втори път 1891 г. за принцеса Луиза фон Зондербург-Глюксбург (1858 – 1936).
Фридрих има шест сестри. Сестра му Емма (1858 – 1934), кралица и регентка на Нидерландия и велика херцогиня на Люксембург, е омъжена на 17 януари 1879 г. в Аролзен за крал Вилем III от Нидерландия (1817 – 1890). Сестра му Елизабет (1873 – 1961) е омъжена на 3 май 1900 г. в Аролзен за княз Александер Лудвиг фон Ербах-Шьонберг (1872 – 1944), син на граф и княз Густав Ернст фон Ербах-Шьонберг (1840 – 1908) и принцеса Мария фон Батенберг (1852 – 1923), сестра на княз Александър I Батенберг (княз на Княжество България 1879 – 1886).
Фридрих фон Валдек-Пирмонт следва право в университетите в Гьотинген и Лайпциг. Като генерал на кавалерията участва в Първата световна война. През 1918 г., по време на Ноемврийската революция, той е свален. През 1920 г. Фридрих и потомците му получават двореца в Аролзен.

## Фамилия
Фридрих фон Валдек-Пирмонт се жени на 9 август 1895 г. в Наход (Чехия) за Батилдис Мария Леополдина Анна Августа фон Шаумбург-Липе (* 21 май 1873, Ратибориц; † 6 април 1962, Аролзен), дъщеря на принц Вилхелм фон Шаумбург-Липе (1834 – 1906) и принцеса Батилдис фон Анхалт-Десау (1837 – 1902). Те имат четири деца:
- Йосиас Георг Вилхелм Адолф фон Валдек-Пирмонт (* 13 май 1896, Аролзен; † 30 ноември 1967, Шаумбург до Диц), княз на Валдек-Пирмонт, генерал на СС и полиция, женен на 25 август 1922 г. в Ращеде за херцогиня Алтбург фон Олденбург (* 19 май 1903; † 16 юни 2001), дъщеря на велик херцог Фридрих Август фон Олденбург (1852 – 1931)
- Макс Вилхелм Густав Херман (* 13 септември 1898, Аролзен; † 23 февруари 1981, Аролзен), принц, женен на 12 септември 1929 г. в Кил за графиня Густава фон Платен-Халермунд (* 7 декември 1899; † 27 октомври 1986), дъщеря на граф Карл фон Платен-Халермунд (1857 – 1922)
- Хелена Батилдис Шарлота Мария Фридерика (* 22 декември 1899, Аролзен; † 18 февруари 1948, Ращеде), омъжена на 26 октомври 1921 г. в Аролзен за наследстевен велик херцог Николаус фон Олденбург (* 10 август 1897, Олденбург; † 3 април 1970, Ращеде), син на велик херцог Фридрих Август II фон Олденбург (1852 – 1931)
- Георг Вилхелм Карл Виктор (* 10 март 1902, Аролзен; † 14 ноември 1971, Аролзен), принц, женен на 20 януари 1932 г. в Кил за графиня Ингеборг фон Платен Халермунд (1902 – 1991), дъщеря на граф Карл фон Платен-Халермунд (1857 – 1922).